# ジャガー・XJR-7
ジャガー・XJR-7は、1986年のIMSA-GTP参戦用にグループ44が作成したプロトタイプレーシングカーである。1985年最終戦デイトナ3時間でデビューした。ジャガー・XJR-5の改良型であるが、1985年からトム・ウォーキンショー・レーシング（TWR）が世界耐久選手権（WEC）参戦のために作成したグループCカーがジャガー・XJR-6を名乗ったため、XJR-7となった。

## 概要
当時のIMSA-GTPではポルシェ・962が猛威をふるっており、これに対抗したXJR-7だったが、1986年は最終戦デイトナ3時間で1勝を挙げるにとどまった。1987年にはリバーサイド500Kmとウエストパームビーチ3時間で勝利するものの、ジャガー本社は1987年に世界スポーツプロトタイプカー選手権（WSPC）でタイトルを獲得したTWRを1988年からIMSA-GTPに参戦させることを決定し、グループ44への支援を打ち切った。これはル・マン24時間レース制覇のためにチームの規模を拡大したいTWRの意向によるもので、1988年のル・マン24時間レースにはTWRの3台に加えIMSA-GTP参戦のために結成されたTWR USAが2台のジャガー・XJR-9を走らせることになった。また、1990年のル・マン24時間レースで優勝したジャガー・XJR-12の3号車はTWR USAが走行させたものだった。
1988年開幕戦のデイトナ24時間レースがXJR-7の最後のレースとなったがリタイアに終わった。このレースではデビュー戦となったTWRのジャガー・XJR-9が優勝し、TWRとグループ44の実力の差が浮き彫りとなった。